# Douglas DC-2
El  DC-2 fou un avió de transport bimotor creat per la companyia americana Douglas l'any 1934. Amb una capacitat de 14 passatgers aquest avió representà una competència directa al disseny 247 de Boeing. Fruit d'aquesta competència sorgiria el famós DC-3, com un redisseny i ampliació d'aquest.

## Disseny i desenvolupament

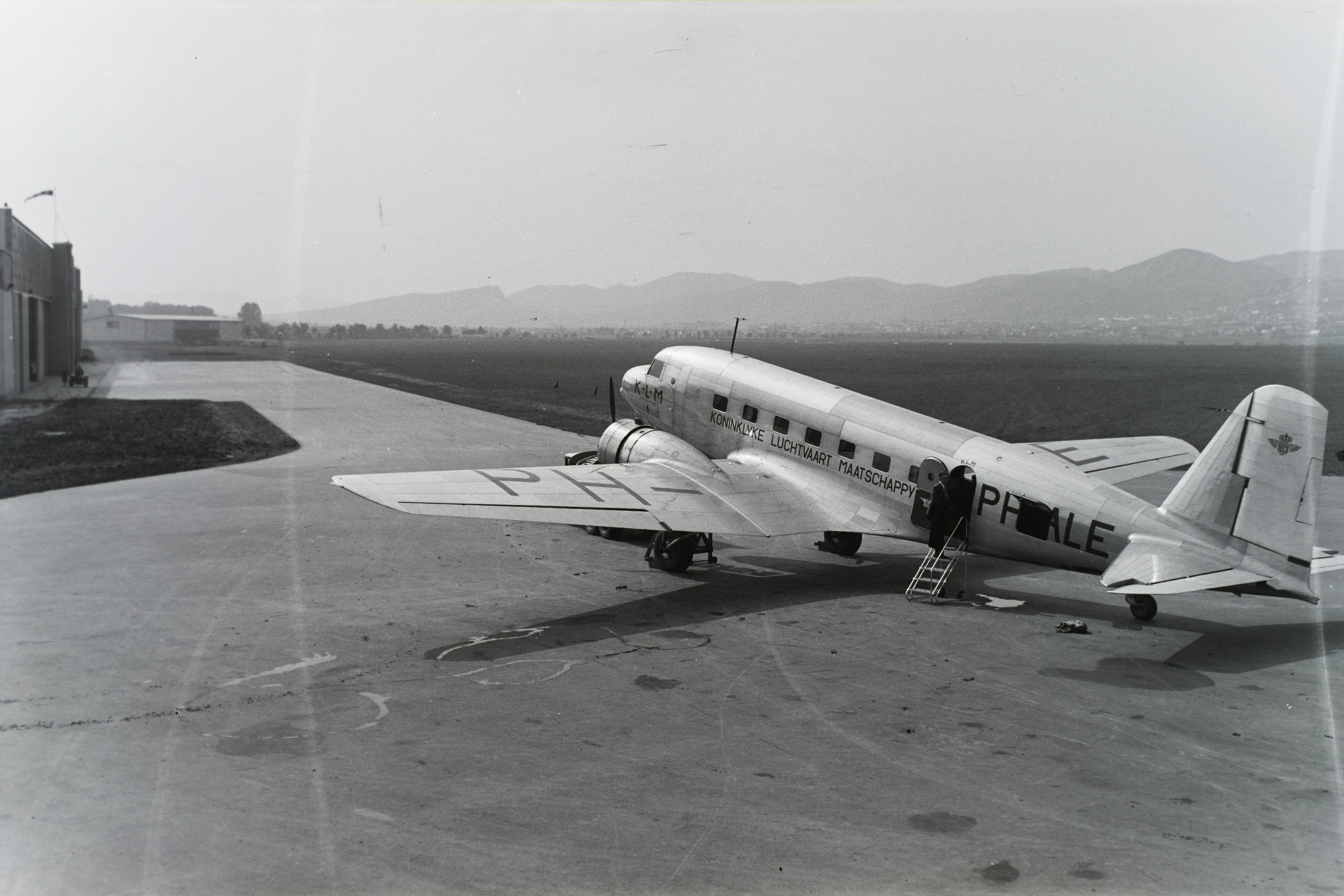
DC-2 aterrat.

Durant els anys trenta, a causa de la perillositat del avions de fusta en accidents i de l'augment de potència dels motors comercials es decidí, als Estats Units d'Amèrica, estandarditzar el fuselatge metàl·lic per tots els futurs avions de transport. Aquesta decisió donà força a l'aerolínia United Airlines, que tenia en possessió tota la flota civil de Boeings 247 (primers transports de construcció metàl·lica). A la fi de revertir el balanç de mercat, Trans World Airlines (TWA) contractà Douglas amb la comanda d'un disseny trimotor totalment metàl·lic.
Però Douglas decidí anar un pas més enllà presentant al juny de 1933 un prototip DC-1 amb capacitat per 12 passatgers, tren t'aterratge retràctil, ales amb secció de llàgrima i dos motors radials Wright de 515 kW (690 cv) amb hèlix de pas variable. TWA acceptà l'aparell encomanant 20 unitats.No obstant això, les variants entregades per Douglas eren de dimensions majors, motors més potents i amb capacitat per 14 persones. Aquesta seria la primera sèrie d'aparells DC-2. L'avió ràpidament es convertí en un èxit, impressionant aerolínies d'arreu del món.
Fokker adquirí la llicència de producció subministrant tots els avions pels seus socis europeus (KLM, LOT, Swissair, CLS i LAPE). Curiosament, tots els aparells eren construïts en Santa Mònica i enviats per parts en ruta marítima a Rotterdam. Allí eren assemblats un altre cop i repartits per Europa.
Al Regne Unit, l'empresa Airspeed també comprà una llicència sota el nom AS.23. Però no hi ha constància de cap unitat manufacturada.
Al Japó, Najakima Airccraft Company produí un mínim de 6 unitats. Totes elles sota llicència tot i que algunes unitats eren d'excedent de Fokker.
En total 130 aparells foren construïts d'aquesta manera, amb unes altres 62 per la Força Aèria Americana (USAF). El cost unitari s'estimà de 80.000$ l'any 1935.

## Història operacional[calcitació]
La popularitat d'aquest avió fou, posteriorment eclipsada pel DC-3 no obstant això fou aquest aparell, que aconseguí demostrar al públic que els viatges en avió podien ser segurs i, fins i tot, còmodes. Amb l'objectiu de posar a prova aquest concepte, KLM seleccionà el primer DC-2 participant en la MacRobertson Air Race de 1934 entre Londres i Merbourne. Amb matrícula PH-AJU i sobrenom Uiver (cigonya) l'aparell completà la cursa darrere del Havilland DH.88 Grosvenor House (avió expressament construït per participar-hi) i molt davant del seu rival de Boeing.
En total l'aparell va recórrer 14.500 km (1.500 més dels necessaris) durant 90 hores i 13 minuts (de les quals 81 enlairat), parant a cada aeroport i amb càrrega postal, tal com ho faria en les rutes de KLM. Fins-i-tot arribà a perdre's durant una tempesta, tornant a la fi de recuperar un passatger perdut i confondre l'aeroport d'Albury per Melbourne caient a un fangar en el procés.

## Variants

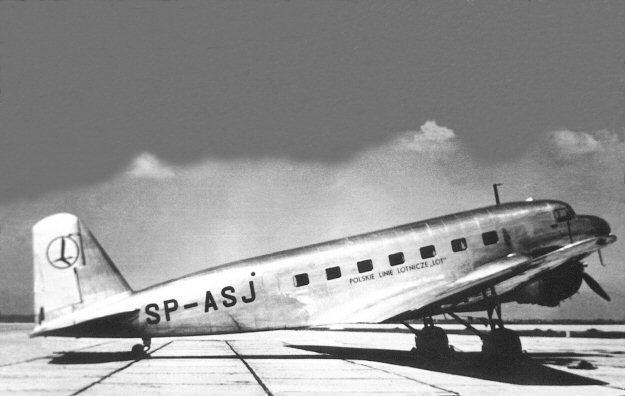
DC-2 de LAPE en Almaza l'any 1937.

## Variants[calcitació]

### Civils

#### DC-2
Variant de producció amb motors radials Wright R-1820-F2, F2A, F3, F3A, F3B,F52 o F53 Cyclone. Amb potències entre els 529 kW (710 cv) i els 652 kW (875 cv). Al voltant de 156 unitats.

#### DC-2A
Versions civils amb motors Pratt & Whitney R-1690 Hornet, S1E-G o S2E-G. 2 unitats

#### DC-2B
Adquirides per Polskie Linie Lotnicze (LOT) amb motors radials Bristol Pegasus VI de 560 kW (750 cv). 2 unitats

#### Nakajima-Douglas DC-2
DC-2 produïts per Nakajima al Japó. 6 unitats com a mínim.

#### AS.23
Model sota la llicència d'Airspeed. Cap unitat.

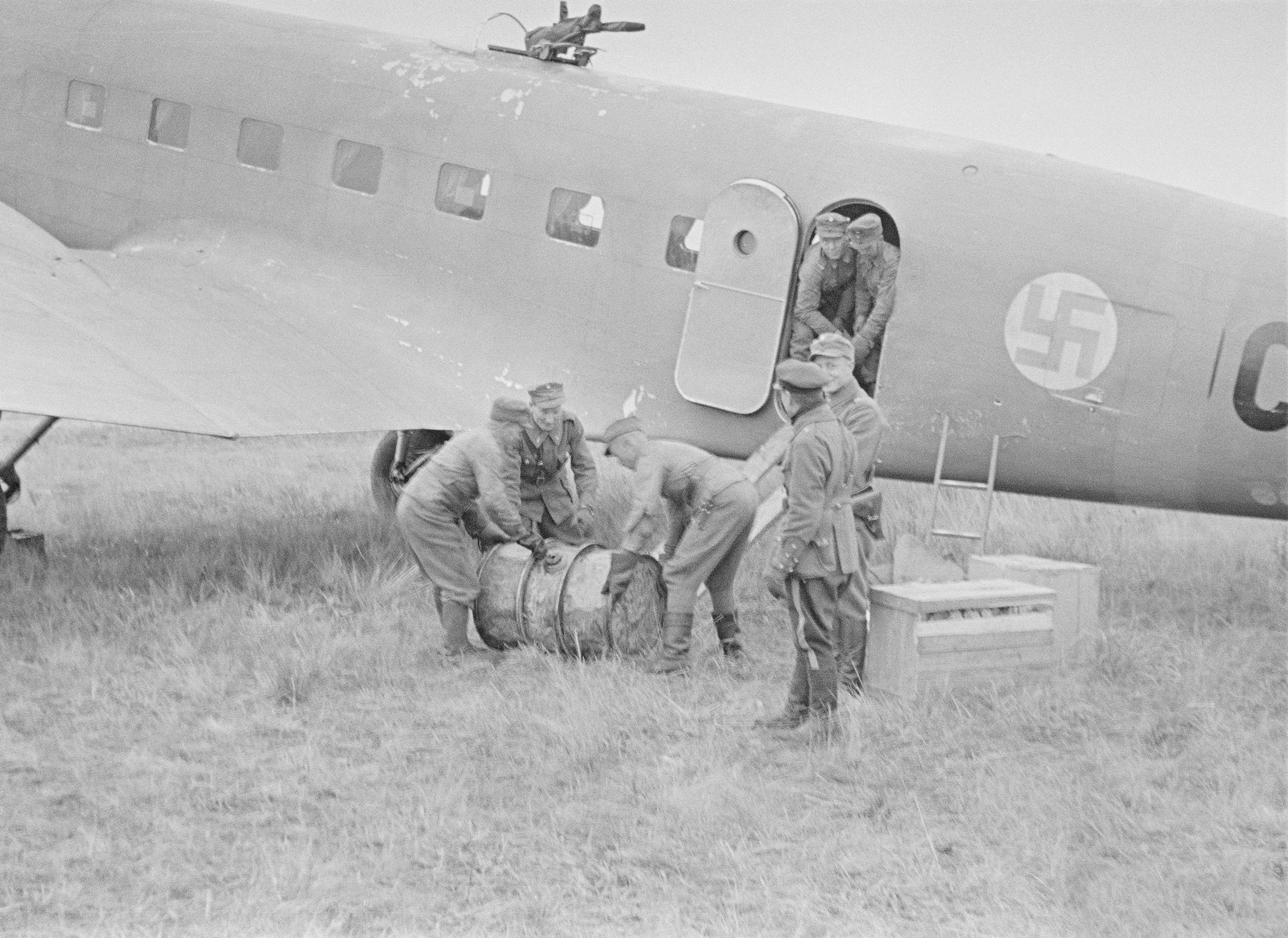
Descàrrega d'un DC-2 finès durant la Guerra D'Hivern.

### Militars

#### XC-32
Versió d'avaluació adquirida per l'exèrcit. Amb motors Wright acabaria sent la base operativa del General Andrews durant les seues campanyes. 1 unitat.

#### C-32A
Nom que reberen les primeres 24 unitats adquirides al principi de la Segona Guerra Mundial.

#### C-33
Versió de càrrega amb cabina reforçada i portes i superfícies de control més grans. Equipada amb motors Wright es produïren 18 unitats.

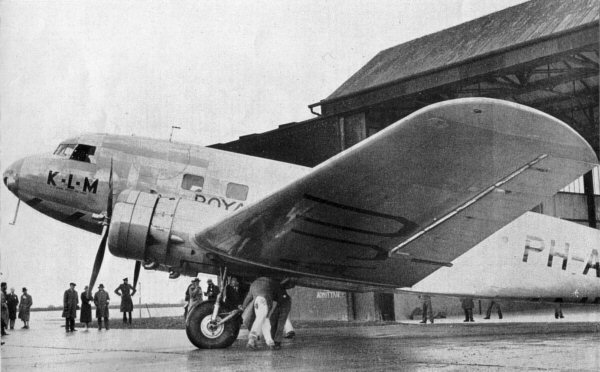
DC-2 aterrat a un hangar.

#### YC-34
Adaptació similar al XC-32 emprada per Secretariat de Guerra per transportar VIPs. Posteriorment la seua designació canviarà a C-34. Dues unitats en total.

#### C-38/C-33A
C-33 amb secció de cua modificada i dos motors Wright R-1820-45 de 727 kW (975 cv). Una unitat.

#### R2D-1
XC-32 modificat amb motors Wright R-1820-12 de 530 kW (710 cv). 5 unitats en total, dues pel Cos de Marines dels Estats Units d'Amèrica i la resta per la USAF.

## Especifications (DC-2)

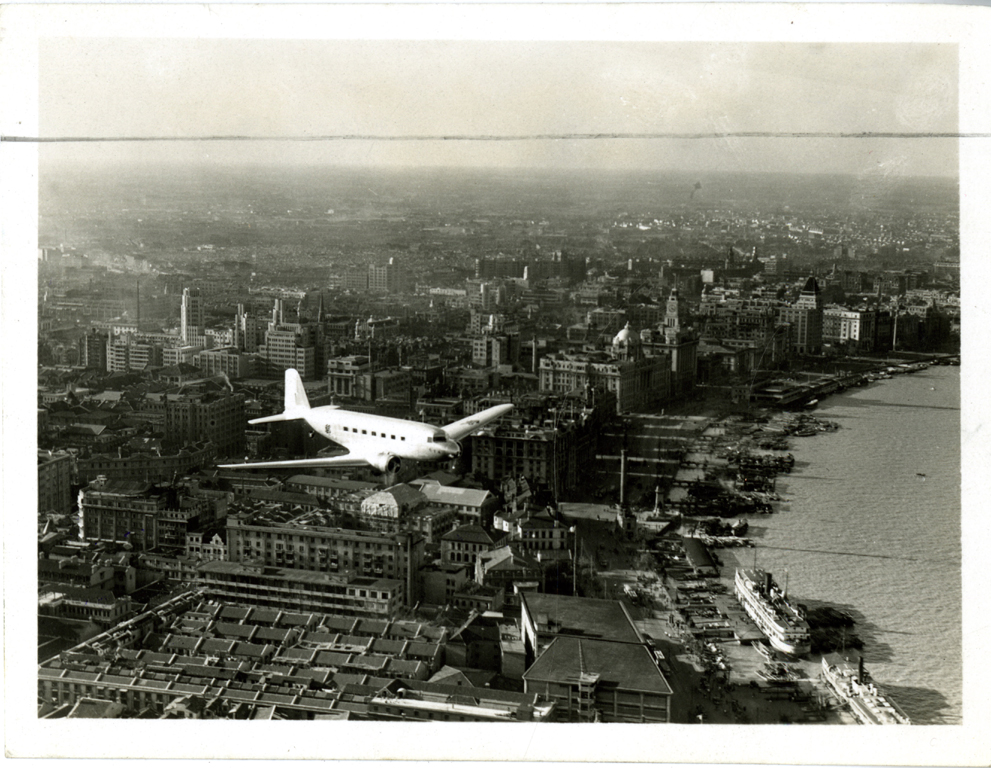
DC-2 sobre Xangai.

## Especifications (DC-2)[4]

### Característiques generals
- Tripulació: 2-3: pilot, copilot i navegador (opcional).
- Capacitat: 14 passatgers.
- Longitud: 19,1 m.
- Amplària: 25,9 m.
- Altura: 4,8 m.
- Superfície alar: 87,3 m².
- Pes buit: 5.650 kg.
- Pes màxim: 8.420 kg.
- Planta motriu: 2 motors Wright GR-1820-F53 Cyclone de nou cilindres i 540 kW (730 cv).

### Rendiment
- Velocitat màxima: 338 km/h.
- Velocitat de creuer: 278 km/h.
- Rang: 1.750 km.
- Sostre: 6,930 m.
- Ascens: 310 m/min.